# Ituzaingó (partido)
Pour les articles homonymes, voir Ituzaingó.
Ne doit pas être confondu avec Ituzaingó (Argentine).
Ituzaingó est un partido (arrondissement) de la province de Buenos Aires fondée en 1995 dont le chef lieu est Ituzaingó, à ne pas confondre avec la ville homonyme de la Province de Corrientes.
Ce partido fait partie du groupe des 24 arrondissements de la Province de Buenos Aires constituant le Grand Buenos Aires avec la capitale fédérale.